# الظهر (العدين)

تعديل مصدري - تعديل

الظهر محلة تابعة لقرية الغربي، التابعة لعزلة بني زهير بمديرية العدين إحدى مديريات محافظة إب في الجمهورية اليمنية، بلغ تعداد سكانها 21 حسب تعداد اليمن لعام 2004.